# トリブヌス
トリブヌス (tribunus) は、ラテン語で部族長や軍隊の指揮官を指す。古代ローマにおいては、特定の公職や軍隊の高級将校を指す言葉として用いられたことが多い。

## 概要
伝承によれば、原初のローマ国家は3つの部族集団からなっており、その部族が「3つ」を意味する接頭辞トリ (tri-) を用いてトリブス (tribus) と呼ばれた。このトリブスの下にはそれぞれ10のクリアが置かれ、このクリアが最小の集団の単位として機能していたとされる。それぞれのクリアの長はクリオと呼ばれ、その上に一つのトリブスを束ねる長としてトリブヌス (tribunus) が配置されていた。
この長が裁判を主宰したことから、法廷を tribunal と呼ぶようになって現代語にも取り入れられている。
王政期の間に血縁的集団であったトリブスは地縁的集団として再組織され、歴史時代のローマでは「トリブヌス」で血族集団が連想されることはほとんどない。

## 公職としてのトリブヌス
トリブヌス・プレビス (tribunus plebis)護民官を参照。
トリブヌス・ミリトゥム・コンスラリ・ポテスタテ (tribunus militum consulari potestate)一時期コンスルの代わりに設置された最高公職。

## 軍隊の将校としてのトリブヌス
トリブヌス・ミリトゥム (tribunus militum)「兵士の長」という意味。軍団を統括する幕僚。
トリブヌス・ラティクラウィウス (tribunus laticlavius)最高位の幕僚。ただし名目的なもので、通常は指揮を執らない。